# Omniscriptum
Pour les articles homonymes, voir VDM.
OmniScriptum Publishing est un groupe d'édition fondé en 2002 en Allemagne sous le nom de VDM Verlag Dr. Müller par Wolfgang Philipp Müller. Le siège se trouve à Chișinău en Moldavie, depuis 2018.
« OmniScriptum » est également une marque déposée appartenant à l'entreprise International Book Market Service Ltd, enregistrée depuis 2007 sur l'île Maurice.
Le groupe d'édition possède de nombreuses filiales dont des maisons d'édition qui se sont spécialisées dans la publication de thèses et autres travaux universitaires, selon la modalité de l'impression à la demande. Les milieux universitaires sont très critiques au sujet de leur démarchage des chercheurs et en particulier des jeunes docteurs.

## Historique
Le groupe d'édition est fondé en Allemagne sous le nom de VDM Verlag Dr. Müller par Wolfgang Philipp Müller en 2002,. Il publie à compte d'auteurs des thèses et autres travaux universitaires selon le mode de l'impression à la demande. En 2007, un partenariat est établi avec les sociétés Books on Demand, Lightning Source (en), Amazon.com et Amazon.co.uk.
Le groupe multiplie les montages et les lieux et mélange les genres : une entreprise International Book Market Service Ltd est créée en 2007 sur l'île Maurice. L'entité détient plusieurs marques déposées, telles que « OmniScriptum » et « Noor Publishing ». En 2008, la marque Omniscriptum devient l'objet d'une entreprise, d'abord enregistrée en Allemagne à Sarrebruck en 2008, déménagée à Düsseldorf en 2017, puis fermée en janvier 2018. La holding créée en 2011 cesse son activité en Allemagne en 2018, puis est recréée en 2017 en Lettonie, puis en 2018 en Moldavie et sur l'île Maurice.

## Filiales d'Omniscriptum
L'entreprise Omniscriptum cache de nombreuses filiales, 14 maisons d'édition et 5 sociétés de service.

### Maisons d'édition
- Noor Publishing (août 2016, Marrakech Maroc)
- Muse Éditions (romans, nouvelles – 2009, Beau-Bassin, île Maurice)
- Croix éditions (2009, Beau-Bassin, île Maurice)
- Golden Light (en chinois – 2017, Chine)
- VDM Verlag Dr. Müller AG & Co. KG (2002, Sarrebruck, Allemagne)[8]
- LAP Lambert Academic Publishing AG & Co. KG (Sarrebruck, Allemagne)
- Südwestdeutscher Verlag für Hochschulschriften AG & Co. KG (Sarrebruck, Allemagne)
- EUE Éditions universitaires européennes (2010, Sarrebruck, Allemagne)[19]
- Verlag Classic Edition (2009, Sarrebruck, Allemagne)
- Saarbrücker Verlag für Rechtswissenschaften (Sarrebruck, Allemagne)
- FastBook Publishing (2009, Beau-Bassin, île Maurice)
- Alphascript Publishing (2009, Beau-Bassin, île Maurice)
- Betascript Publishing (2010, Beau-Bassin, île Maurice)
- Éditions vie[20] (Sarrebruck, Allemagne)

### Sociétés de services
- VDM Publishing House Ltd (Beau-Bassin, île Maurice)
- VDM Verlagservicegsellschaft mbH (Sarrebruck, Allemagne)
- VDM IT-Dienstleistungen AG & Co. KG (2008, Sarrebruck, Allemagne)
- MoreBooks! Publishing GmbH (2009, Chişinău, Moldavie)[21]
- VDM Verwaltung Aktiengesellschaft (Sarrebruck, Allemagne)

## Polémiques

### Publication massive d'articles de Wikipédia
Plusieurs filiales du groupe, notamment Alphascript Publishing et Betascript Publishing, publient des livres par millier dont le contenu est intégralement copié sur Wikipédia. La démarche est légale et revendiquée dès l'introduction (« Please note that the content of this book primarily consists of articles available from Wikipedia or other free sources online. »). Mais le nom d'éditeur est systématiquement « Frederic P. Miller, Agnes F. Vandome et John McBrewster » et l'aspect massif de la démarche (plus de 10 000 références sur le site MoreBooks! de vente en ligne du groupe) affaiblit la légitimité du projet. Omniscriptum cesse cette activité en 2013,. 

### Démarchage des auteurs universitaires
Selon l'écrivain américain Victoria Strauss, Omniscriptum (anciennement VDM publishing) est un academic author mill, un « moulin à auteurs » (en) universitaires,. Les milieux universitaires sont généralement très critiques à l'égard de l'éditeur pour ses pratiques éditoriales et ses méthodes actives utilisées pour démarcher les auteurs.
Outre le démarchage, les milieux universitaires dénoncent le fait que l'éditeur n'a pas recours aux procédés de vérification et de validation des écrits avant publication qui sont normalement attendus d'un éditeur universitaire, en particulier la révision par les pairs. L'éditeur assure ainsi un service minimal, sans aucun accompagnement, et se décharge également du travail de mise en page sur ses auteurs,.
Plusieurs universités et instituts de recherche canadienss, et français, mettent en garde les jeunes docteurs contre les propositions de publications de leur thèse par des filiales d'Omniscriptum, telles que les Éditions universitaires européennes ou les Presses académiques francophones, dont les pratiques sont contestables et peuvent porter préjudice aux auteurs pour une éventuelle publication chez un autre éditeur.
Le PDG, Wolgang Philipp Müller, prend la défense de ces pratiques, en se moquant du « monde distingué de l'édition » et en arguant que les clients de l'éditeur sont « totalement satisfaits ». Le site d'Omniscriptum reconnait les critiques dont il est l'objet, les réfute et n'avoue qu'un défaut : « ne pas être timorés » (« we are NOT shy »).